# Pergola

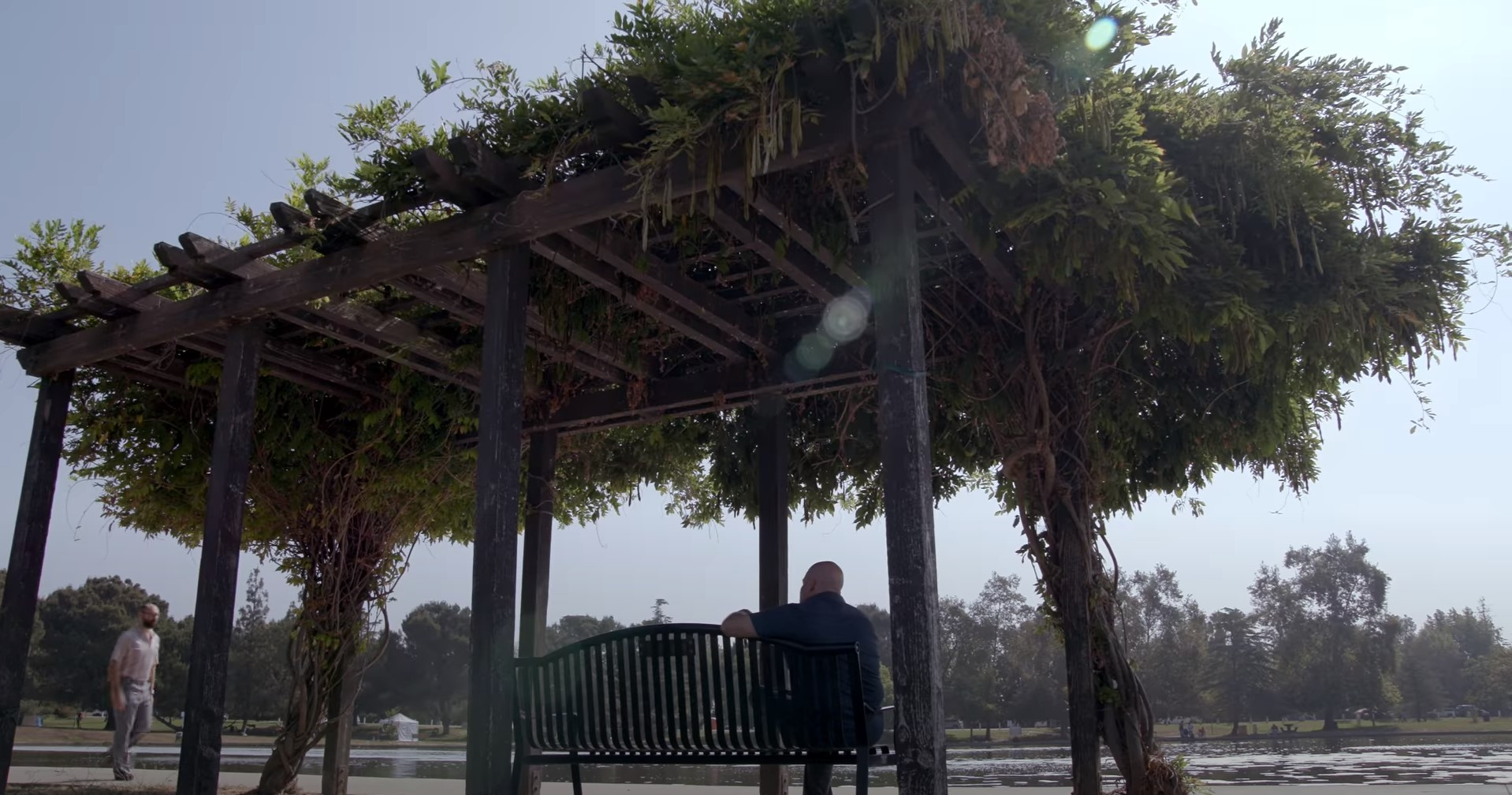
Pergola s posezením

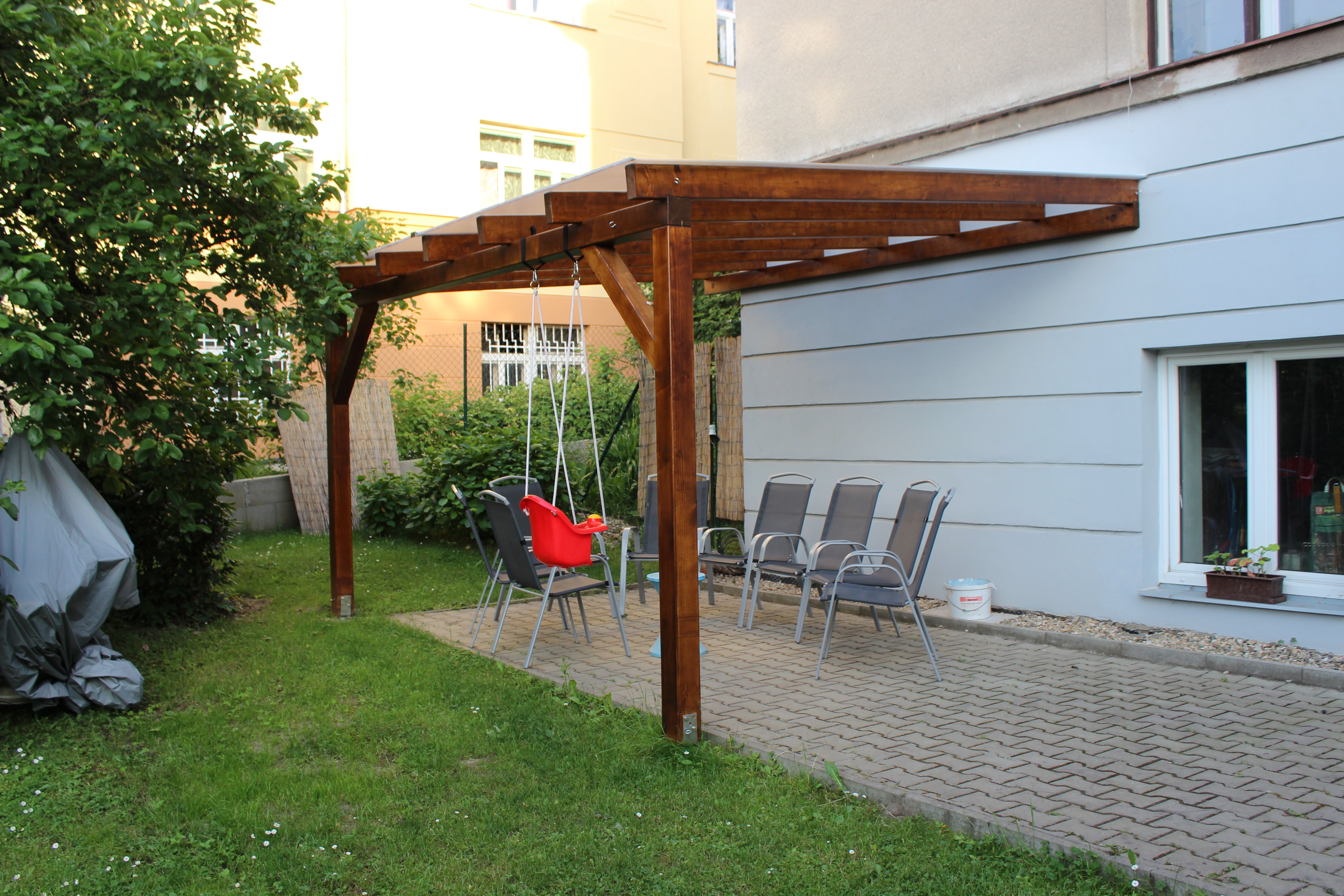
Pergola v zahradě

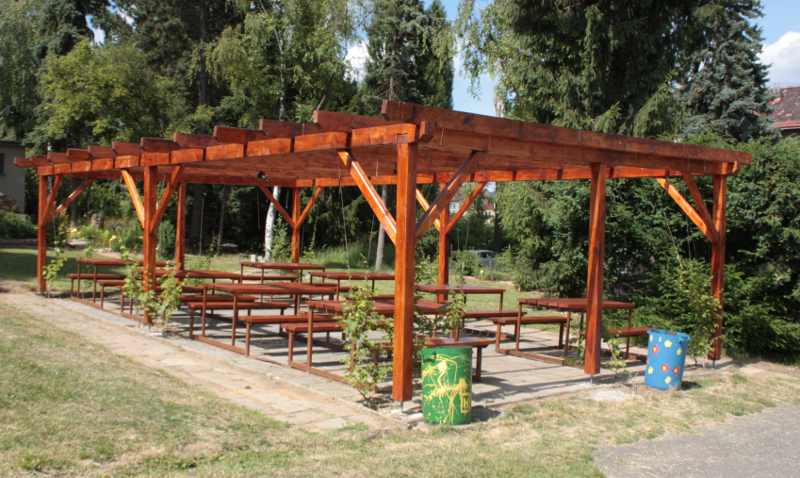
Pergola ve školní zahradě gymnázia v Brně-Řečkovicích

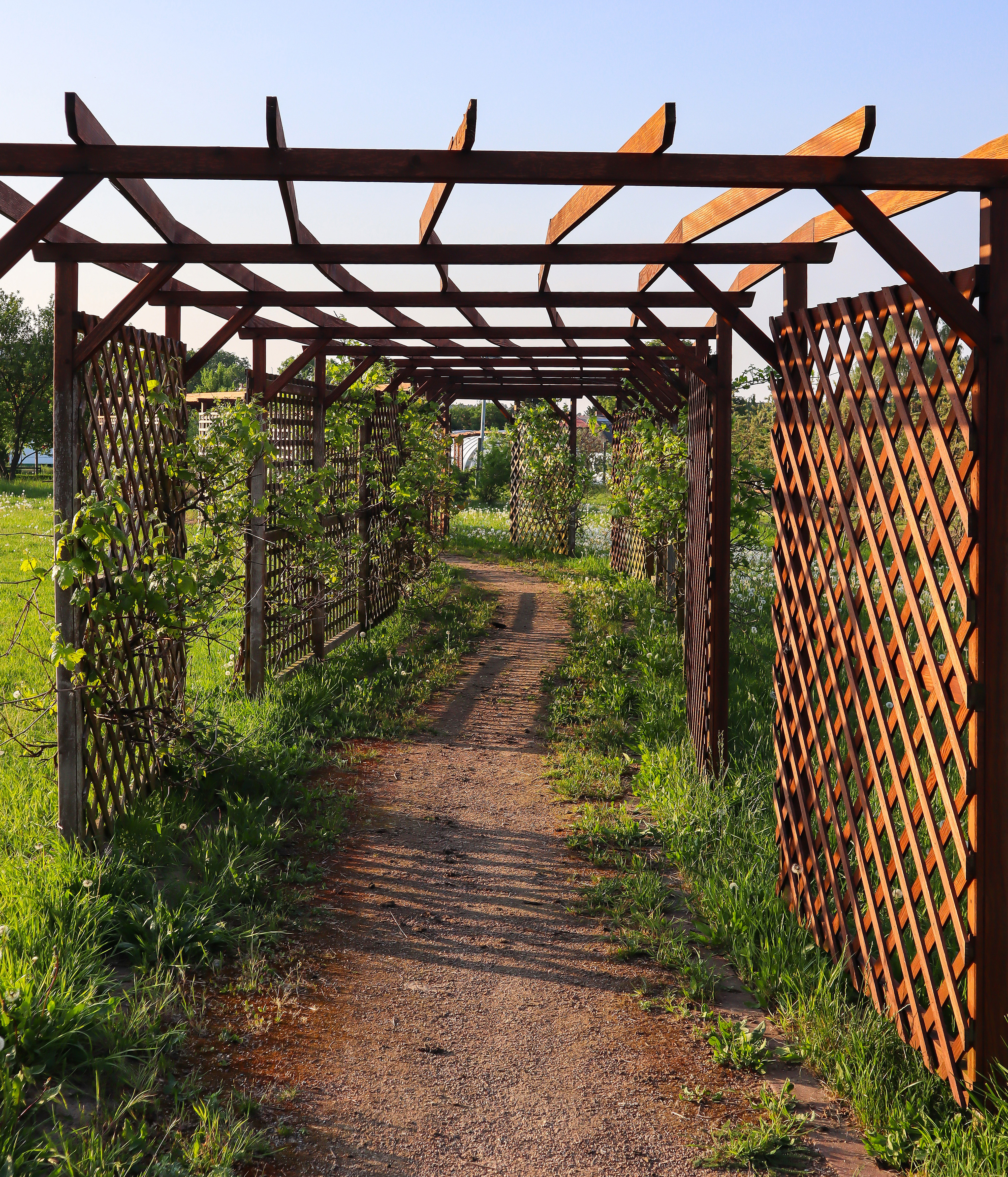
Pergola v parku (Buckow, Marecké Poodří, Braniborsko)

Pergola (název zahradního prvku je odvozen od slovesa pergere v lidové latině) je lehká okrasná stavba umístěná obvykle na zahradě nebo v parku. Jedná se často o dřevěné loubí složené z volně stojících sloupů, což jsou nejčastěji (různě masivní) trámy, nahoře propojené. Je také prvek zahradní architektury používaný v sadovnické tvorbě. Užívá se jako ozdobný prvek zejména pro růst popínavých rostlin, které vytvoří nad prostorem pod pergolou zastřešené místo vhodné pro posezení a odpočinek osob. Pergola může být vhodným architektonickým doplňkem k dalším podobným obytným stavbám jako jsou zahradní altány či otevřené verandy apod. Často se s nimi můžeme setkat například v zámeckých zahradách.
Kromě klasických, na zakázku vyrobených dřevěných pergol jsou vyráběny a prodávány typizované přístřešky z různých materiálů, které lze umístit v blízkosti budovy. Tyto přístřešky s markýzami a žaluziemi poskytují i pevnou (například i průhlednou) ochranu ze stran. V podstatě jde o stabilní nebo pohyblivou (sklápěcí) stínicí techniku používanou i nad okny. Tyto markýzy jsou výrobci někdy označovány „pergolové systémy“. Konstrukcí, funkcí i vzhledem se zcela liší od pergol.